# Cryptocarya angulata
Cryptocarya angulata är en lagerväxtart som beskrevs av Cyril Tenison White. Cryptocarya angulata ingår i släktet Cryptocarya och familjen lagerväxter. Inga underarter finns listade i Catalogue of Life.